# Irländsk folkmusik
Irländsk folkmusik, folkmusik från Irland.
Den irländska folkmusiken är känd för sin livfullhet och för att den ofta dels upplevs som mycket munter och dels väldigt melankolisk. Dess popularitet världen över bekräftas av välbesökta shower som exempelvis Riverdance, och av att det finns musiker och band i hela världen som spelar enligt en irländsk folkmusiktradition.

## Irländsk folkmusik förr och nu
Den äldre irländska folkmusik som finns bevarad på inspelningar skiljer sig mycket från hur musiken låter idag, detta trots att dagens irländska folkmusik ofta betraktas som "traditionell." Förr var musiken mer avskalad i sina arrangemang än vad den är idag, med färre stränginstrument som ackompanjemang och mindre ornament i solospelet. Sångerna framfördes ofta a cappella.
Den stora förändringen kom på 1960-talet när musikscenen i västvärlden präglades av vad som idag ofta kallas för "The folk revival." Unga musiker träffades och började experimentera och lade, då ännu ovetande, grunden till en helt ny tradition. Den idag legendariska puben O'Donoghue's Pub i Dublin blev en viktig mötesplats för dessa musiker. Där blev bl. a. bandet The Dubliners upptäckta. Ett annat band, Sweeney's men, reste sedermera till grevskapet Clare på Irlands västkust, där de inspirerades av uilleann pipes-spelaren Willie Clancy och influerades av andra spelstilar som var typiska för den delen av landet.
Några av medlemmarna ur Sweeney's men var sedan med i bandet Planxty som kom till i början av 70-talet. Planxty och The Dubliners blev banbrytande på det sätt att de skapade två helt nya stilar inom den irländska folkmusiken. Dessa nya spelstilar har inspirerat dagens irländska folkmusik, som ofta kännetecknas av virtuositet och högt tempo i dansmelodierna.
Vad gäller den irländska instrumentalmusiken är det bandet The Bothy Band som har varit mest inflytelserika. The Bothy Bands storhetstid var på 1970-talet, då de var nyskapande.

## Tre inriktningar
Idag finns i stort sett tre olika inriktningar inom den irländska folkmusiken. Mest känd för gemene man (utanför Irland) är kanske den stil som utvecklades av The Dubliners och som vanligtvis hörs på pubar. Sångerna är ofta skämtsamma, vanligen dryckesvisor, fastän sorgliga visor också förekommer, och de lockar gärna till allsång. Sång- och spelstilen är ofta något grovhuggen i jämförelse med spelstilen inom den andra huvudinriktningen. Tenorbanjo utgör en viktig del av ljudbilden vid sidan om gitarr och fiol.
Den stil som utvecklades av Planxty och deras efterföljare präglas av ett mjukare sätt att såväl sjunga som att spela på instrumenten. Tenorbanjo är ovanligare och bouzouki mer förekommande, liksom irländsk tvärflöjt. Sångerna har oftast ett allvarligare innehåll och instrumentalerna karaktäriseras av en större tyngdpunkt på virtuositet.
Det finns en tredje inriktning inom irländsk folkmusik, nämligen den sk. ceili-musiken. Denna variant är ovanlig utanför Irland. Ceili-musiken har som huvudsyfte att vara dansmusik på ceilis, d.v.s. stora dansevenemang, och därför är den mer avskalad vad gäller arrangemang och takten är alltid jämn och tydlig. Inom ceili-musiken är piano och virveltrumma vanligt förekommande som ackompanjemang till melodiinstrumenten, vilket är mycket ovanligt inom de andra stilarna.

## Sessions
En viktig del av den irländska folkmusiken, och det som främst håller den levande, är så kallade sessions, på iriska "seisiún". Dessa äger oftast rum på pubar och bidrar starkt till Irlands färgstarka pubkultur. Där samlas musiker och jammar tillsammans och ofta är de öppna för alla. Instrumentalmusik dominerar, och man brukar hålla sig till ett antal standardmelodier som de flesta kan. Under irländska folkmusikfestivaler händer det ofta att kända artister spelar med i en session, vilket brukar uppskattas mycket av de andra musikerna. Under en session kan en musiker lära sig väldigt mycket från de som har spelat längre än han eller hon själv.

## Musikinstrument inom irländsk folkmusik
Irlands nationalinstrument är den keltiska harpan, och harpa förekommer i alla irländska folkmusikinriktningar, fast det är ovanligt i pubmusik. Det har också mycket gamla anor och lång tradition, även om de harpor som oftast ses idag har nylonsträngar, till skillnad mot de metallsträngade harpor som spelades i äldre tider. Harpisten och kompositören Turlough O'Carolans musik från 1600-talet spelas fortfarande flitigt.
Det vanligaste knäppta stränginstrumentet nuförtiden är stålsträngad gitarr, vilken ofta omstäms DADGAD. Fyrsträngad tenorbanjo är också vanlig och den stäms oftast inte i standardstämning, utan istället GDAE (en oktav under mandolinen). Även instrument i mandolinfamiljen är vanliga, där bouzoukin är mest typisk. Denna importerades till Irland från Grekland på 60-talet av Johnny Moynihan och gjordes känd av framförallt Planxty-medlemmarna Andy Irvine och Dónal Lunny samt De Dannan-medlemmen Alec Finn. Idag spelar de flesta irländska bouzoukimusiker på en modifierad, flatbottnad version av instrumentet.
Bland melodiinstrument märks fiol, dragspel, concertina och uilleann pipes, som är en irländsk form av säckpipa. Mest känd är kanske dock den lilla spaltflöjten tin whistle och dess kusin low whistle. Mycket vanligt är också trätraversflöjt, även kallad irländsk tvärflöjt.
Bland slagverk finns egentligen bara två instrument som på Irland betraktas som traditionella, nämligen ramtrumman bodhrán samt bones (snatterpinnar) som är två ben- eller träplattor man håller mellan fingrarna och slår mot varandra ungefär så som när man spelar på skedar eller kastanjetter.

## Sånger och dansmelodier
Som inom de flesta länders folkmusik kan den irländska delas upp i sånger och dansmelodier. Sångerna är av varierande slag, allt från skämtsamma dryckesvisor till sorgliga ballader om kärlek och död.
Ett mycket populärt tema i balladerna är utvandringen till Amerika - begripligt med tanke på hur många irländare som tvingades lämna sina hem p.g.a. hungersnöd under 1800-talet. Andra vanliga ämnen är otrogna hustrur, hästkapplöpningar, soldater som sviker oskyldiga flickor, samt sjömän som lämnar sina flickvänner. Ibland handlar det om att någon blir deporterad till Van Diemen's Land (idag Tasmanien). Det irländska resandefolket spelar också mycket ofta en viktig roll i sångerna, då de har haft ett stort inflytande inom folkmusiken. De politiska och patriotiska sångerna utgör en egen stor grupp. Många av dessa kom till kring Påskupproret 1916, men en del härstammar även från 1798 års uppror.
Instrumentalmusiken består främst av olika dansmelodier men det förekommer även så kallade "slow airs"; långsamma melodier endast avsedda att lyssna på. De mest populära danserna är reels som går i 4/4-takt och jigs som går i 6/8-takt. Båda dessa är snabba och i modern irländsk folkmusik ofta mycket snabba. Andra danser som är vanliga är polka, hornpipe och slip jig.
En del band och artister har specialiserat sig på att bara spela instrumentalmusik, andra framför nästan bara sånger.

## Släktskap med andra länders folkmusik
Den irländska folkmusikens närmaste släkting är skotsk folkmusik med vilken den inte bara delar olika danser och musikinstrument utan även flera sånger och melodier. En annan nära släkting är engelsk folkmusik.
Då irländarna i mycket stor utsträckning utvandrade till USA på 1800-talet kom även deras musik att korsa Atlanten. I amerikansk folkmusik kan man hitta många sånger som är varianter på irländska ballader och melodier.

## Folkrock
Den irländska folkmusikens popularitet märks av i det att det finns ett flertal rockband som spelar musik inspirerad av irländsk folkmusik. Mest kända är kanske The Pogues. Andra är Waterboys och Oysterband. Enyas musik har också tydliga spår av irländsk folkmusik. Hennes syskon i bandet Clannad spelar en pop- och jazzinfluerad form av irländsk folkmusik.

## Några kända band inom irländsk folkmusik
- Altan
- Boys of the lough
- Clannad
- Danú
- De Dannan
- Dervish
- Lúnasa
- Patrick Street
- Planxty
- Solas
- Sweeney's men
- The Bothy Band
- The Chieftains
- The Clancy brothers
- The Dubliners
- The Fureys
- The Pogues (Pogue Mahone)

## Några kända artister inom irländsk folkmusik
- Seamus Egan  (tin whistle, banjo, gitarr}
- Paul Brady (sång, gitarr)
- Kevin Burke (fiol)
- Karan Casey (sång)
- Kevin Crawford (irländsk tvärflöjt, low whistle)
- Ronnie Drew (sång mm.)
- Frankie Gavin (fiol, irländsk tvärflöjt)
- Andy Irvine (sångare, bouzouki-spelare, kompositör)
- Cathy Jordan (sång, bodhrán mm.)
- Paddy Keenan (uilleann pipes)
- Luke Kelly (sång, tenorbanjo)
- Dónal Lunny (bouzouki-spelare och producent)
- Shane MacGowan  (sångare, musiker, låtskrivare)
- Michael McGoldrick (irländsk tvärflöjt, low whistle, uillean pipes)
- John McSherry (uilleann pipes, low whistle)
- Matt Molloy (irländsk tvärflöjt)
- Paddy Moloney (uilleann pipes, tin whistle)
- Christy Moore (sångare, gitarrist mm.)
- Liam O'Flynn (uilleann pipes)
- Tommy Peoples (fiol)
- Sharon Shannon (dragspel mm.)

## Några välkända sånger
- "Whiskey in the jar" har med framgång spelats in av flera rockband.
- "Danny Boy" är omtyckt framförallt i USA.
- Sången "The fields of Athenry" brukar sjungas av publiken på fotbollslaget Celtics matcher.
- "The Minstrel Boy" spelades under amerikanska inbördeskriget.
- Två mycket kända folksånger, som av vissa till och med beskrivs som Irlands andra nationalsånger, är "The Wild Rover" och A Nation Once Again. Båda sångerna har spelats in av ett flertal artister.